# Feng-šuej

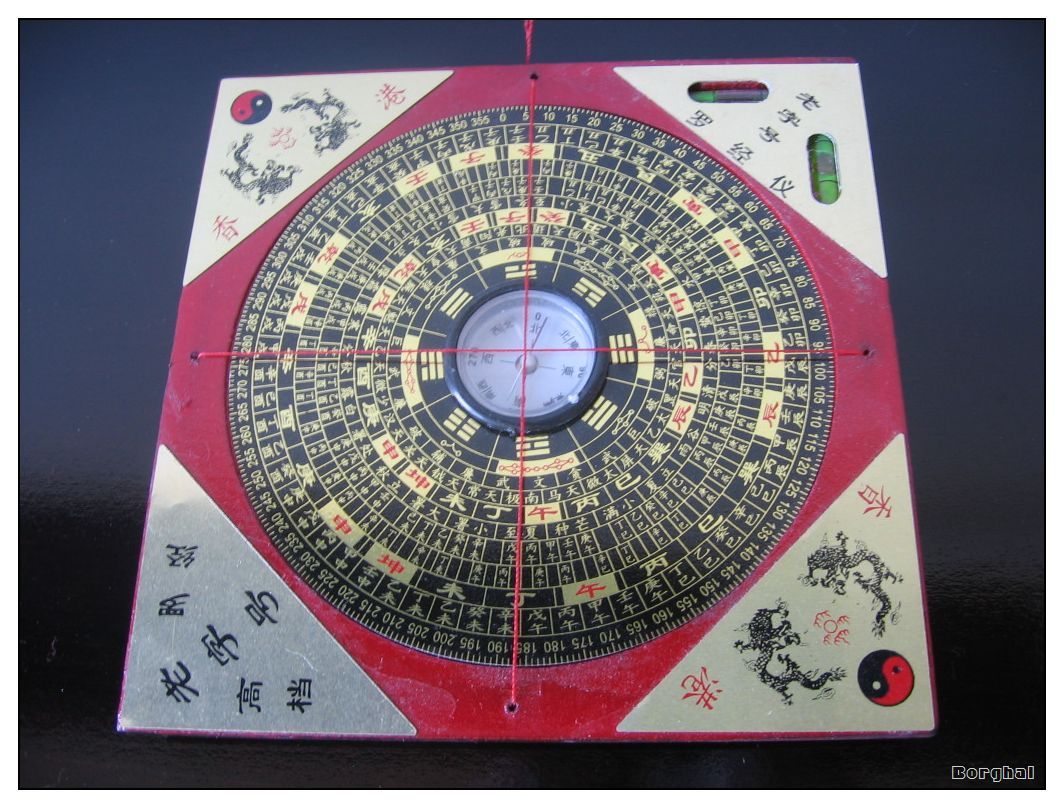
Luopan, kompas feng-šuej

Feng-šuej ( výslovnost, čínsky pchin-jinem fēngshuǐ, znaky zjednodušené 风水, tradiční 風水; česky „vítr a voda“) je tradiční forma čínské geomantie, která tvrdí, že využívá energetických sil k harmonizaci jednotlivce s jeho okolím. Od pradávna se věřilo, že krajiny a vodní plochy usměrňují tok univerzální čchi - „kosmické energie“ - skrze místa a stavby. Historicky i v mnoha částech současného čínského světa se feng-šuej používalo k volbě orientace budov, obydlí a duchovně významných staveb, jako jsou hrobky. V širším pojetí zahrnuje feng-šuej astronomický, astrologický, architektonický, kosmologický, geografický a topografický rozměr. V mnoha ohledech se podobá indickému systému Vástu šástra.

Feng-šuej je vědci a filozofy označováno za nevědecké a pseudovědecké a bývá označováno za paradigmatický příklad pseudovědy.  Vykazuje řadu klasických pseudovědeckých aspektů, jako jsou tvrzení o fungování světa, která nelze ověřit vědeckou metodou.

## Definice
Feng-šuej vnímá štěstí a neštěstí jako hmatatelné prvky, které lze údajně řídit pomocí předvídatelných a konzistentních pravidel. Jedná se o řízení čchi, pomyslné formy vesmírné „energie“. Úpravou místního prostředí tak, aby se maximalizovala dobrá čchi, lze údajně optimalizovat vlastní štěstí. Feng-šuej tvrdí, že vnější prostředí může ovlivnit vnitřní stav člověka. Cílem této praxe je dosáhnout „dokonalého místa“, které člověku pomůže dosáhnout stavu harmonie s vesmírem.

## Pilíře učení feng-šuej
1. Celé učení se opírá o tok energie čchi, která je všudypřítomná a vyživuje prostor kolem nás. Jejím zdrojem je neustálá dynamická přeměna energií Jin a Jang. Množství a kvalita energie čchi mají mít přímý vliv na naše zdraví a vitalitu.
2. Živlový pentagram – univerzální systém, který udává životní element člověka, ovlivňuje harmonii mezi lidmi navzájem i harmonii prostoru a je pomocníkem při prevenci i léčení podle tradiční čínské medicíny.
3. Schéma Pa-Kua – další univerzální systém, s jehož pomocí lze podle přívrženců učení identifikovat hlubší příčiny problémů v životě lidí posouzením mikrokosmu, ve kterém člověk žije – jeho místností, pracovního stolu apod. Jednotlivé předměty, jejich umístění v prostoru a jejich současný stav vypovídají podle feng-šuej srozumitelnou řečí o kvalitě života lidí a o pravých příčinách jejich problémů či nemocí.
4. Faktor času – všechno kolem nás je podle učení v neustálém pohybu, život lidí, ale i naší planety i celého kosmu se odehrává v různých časových cyklech, z nichž každý tento cyklus má svou specifickou energii. Významnou součástí je tradiční čínská astrologie a kosmologie, vycházející z dlouhodobého pozorného sledování přírody i nebeských událostí starověkými učenci.

## Metody práce feng-šuej

### Škola tvaru (formy)
Tvary mají velký význam, protože působí svojí energií i psychologickým působením na vědomé i podvědomé úrovni. Škola formy uvádí do souladu s okolím tvary půdorysů pozemků, domů, bytů i jejich vnitřní uspořádání. Podrobně kvalitu prostředí můžeme odhalit metodou Pěti zvířat.

### Škola kompasu
Škola kompasu navazuje práci s energií na světové strany. Ze znalostí působení světových stran čerpají další techniky. Jednou ze stěžejních je metoda Bagua (Pakua), která řeší propojení prostoru a takových aspektů lidského života jako jsou zdraví, rodina, materiální hojnost atd.

#### Metoda Bazhi
Pracuje s energií podle světových stran podle Školy kompasu. Řeší harmonii z pohledu prostoru, času a vlivu vesmírných těles. Rozlišuje sektory s pozitivním působením na člověka a negativním.

#### Číslo Ming Kua
Používá se pro určení šťastných a nešťastných směrů lidí, které jsou odvozeny od jejich jednotlivých energetických charakteristik určených podle roku narození. Směry odvozujeme podle Školy kompasu.

#### Letící hvězda
Letící hvězda je metodou feng-šuej řídících se rozdělením prostoru Školou kompasu. „Mapuje“ energetické působení hvězd na náš prostor. Jedná se o proměny nastávající spojením různých charakteristik a vlastností hvězd a jednotlivých paláců diagramu Lo-šu.

### Feng Šuej a moderní život
Feng Šuej není jen starodávná praktika, ale může být snadno aplikována i v moderním životě. Například v městských bytech, kde je prostor často omezený, může Feng Šuej pomoci vytvořit pocit většího prostoru a pohody. V kanceláři může správné uspořádání pracovního prostoru zlepšit soustředění, produktivitu a celkovou pracovní atmosféru.
Při navrhování interiéru s ohledem na Feng Šuej je důležité vzít v úvahu nejen fyzické aspekty prostoru, ale také jeho energetické vlastnosti. To zahrnuje nejen uspořádání nábytku a výběr dekorací, ale i to, jak se v daném prostoru cítíte. Feng Šuej je o vnímání prostoru jako živého organismu, který má vliv na naši každodenní zkušenost.

## Kritika
Věda se k učení feng-šuej staví skepticky a kritizuje jeho koncept jako mystický a iracionální. Často je v rozporu s racionálním pohledem architektů (mnozí se snaží využívat feng-šuej v architektuře) a někdy i s biologií člověka.
Podle filosofa Roberta Todda Carrolla se feng-šuej v západním světě stalo součástí interiérového designu a údajní mistři feng-šuej se dnes nechávají najímat za vysoké částky, aby lidem jako Donald Trump radili, jakým směrem mají u něj viset dveře, a další věci. Feng-šuej se také stalo dalším „energetickým“ podvodem New Age s řadou metafyzických produktů ... nabízených k prodeji, které vám pomohou zlepšit vaše zdraví, maximalizovat váš potenciál a zaručí naplnění nějaké filozofie o koláčcích štěstí.“
Profesor Michael R. Matthews označuje feng-šuej za „průmyslové odvětví v hodnotě několika miliard dolarů, které ovlivňuje miliony lidí. Jeho součástí jsou lékařské, zdravotní, architektonické, stavební, urbanistické, interiérové a věštecké prvky.“